# Chileense duif
De Chileense duif (Patagioenas araucana) is een vogel uit de familie Columbidae (duiven).

## Verspreiding en leefgebied
Deze soort komt voor in Chili en westelijk Argentinië.